# JHTML
JHTML est le sigle de Java HTML, extension de nom de fichier développée par Art Technology Group (en) (ATG). Les fichiers ".jhtml" contiennent des éléments HTML standards, avec des balises propriétaires qui référencent les objets Java, comme des scripts Visual J++ et J#.

## Description
Une requête vers une page JHTML est transmise du serveur HTTP au serveur d'applications. La page JHTML est d'abord compilée en un .java, puis en .class. Le serveur d'applications exécute le .class comme une servlet dont la seule fonction est d'émettre un flux de données HTTP et HTML standard, vers le serveur HTTP puis vers le logiciel client (généralement un navigateur web) qui avait initialement demandé le document. Le principal bénéfice de ce système est qu'il autorise le lancement logique en Java sur le serveur d'application qui génère l'HTML dynamiquement.
Ce système dérive du CGI qui autorise un programme exécuté sur un serveur web à générer de l'HTML dynamiquement. En JHTML, il suffit d'insérer quelques balises à de l'HTML standard pour représenter les parties de la page que le Java doit créer. JHTML est une technologie propriétaire de ATG. Sun Microsystems avait développé le JSP à partir du système de compilation de page ATG.